# Hyponephele
Hyponephele är ett släkte av fjärilar. Hyponephele ingår i familjen praktfjärilar.

## Bildgalleri

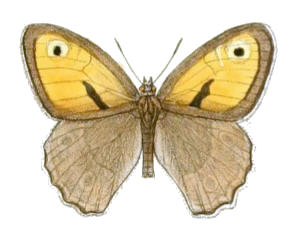
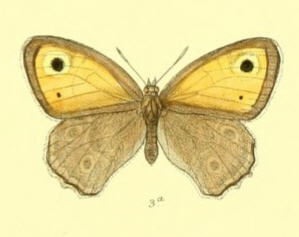
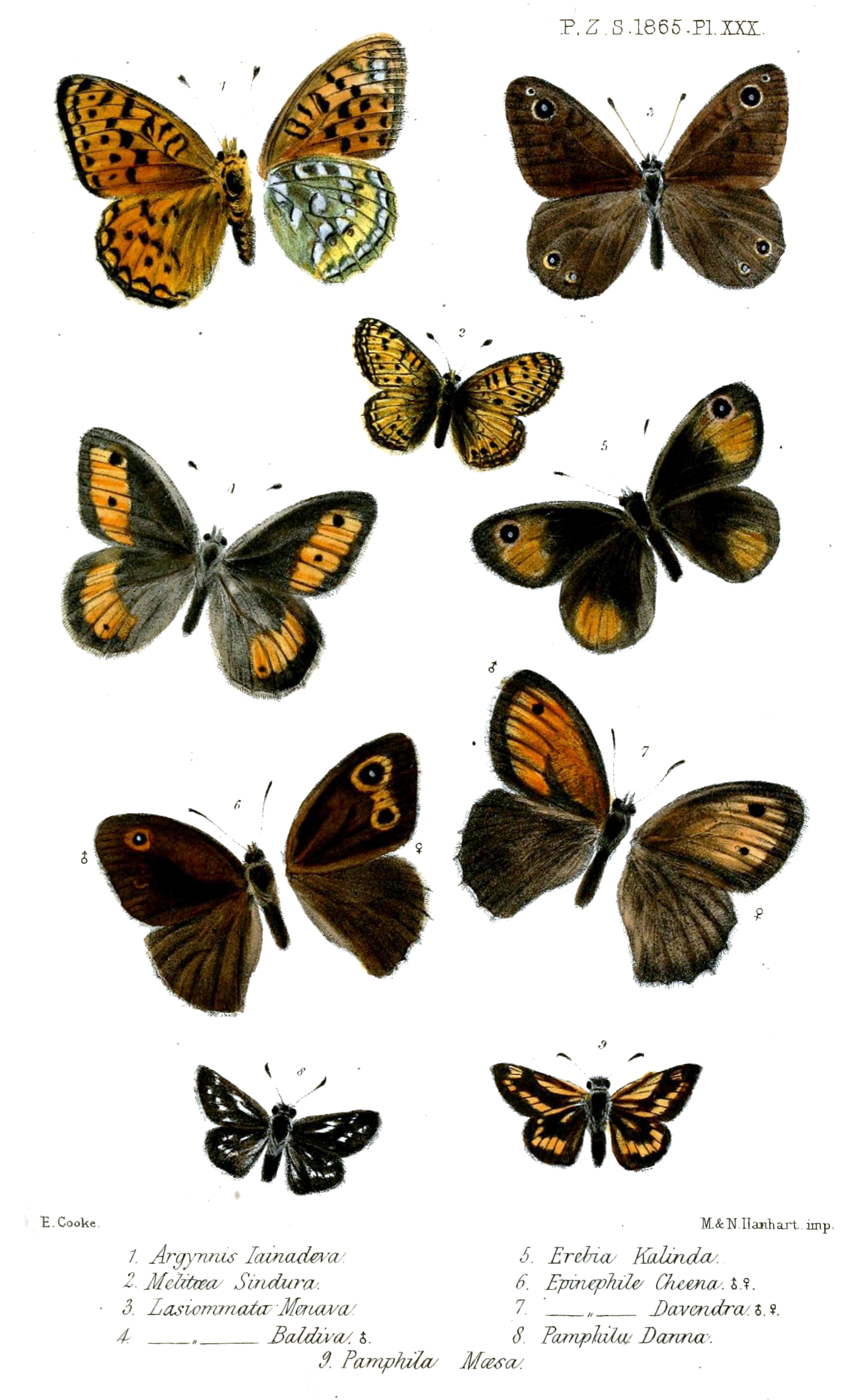
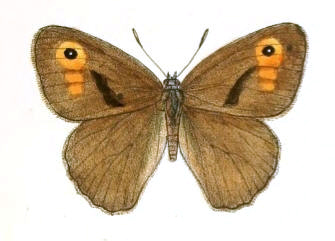
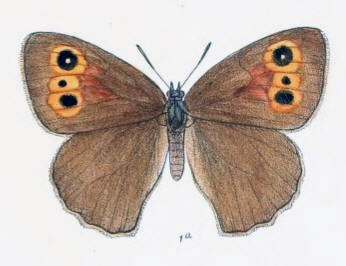
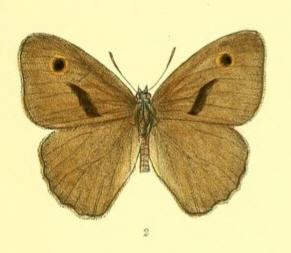

## Dottertaxa tillHyponephele, i alfabetisk ordning[1]
- Hyponephele albida
- Hyponephele albolimbo
- Hyponephele alpherakyi
- Hyponephele amardaea
- Hyponephele anacausta
- Hyponephele analampra
- Hyponephele augusta
- Hyponephele bala
- Hyponephele biocellata
- Hyponephele boopis
- Hyponephele brevistigma
- Hyponephele caeca
- Hyponephele calsona
- Hyponephele capella
- Hyponephele captus
- Hyponephele catalampra
- Hyponephele catamelas
- Hyponephele catictera
- Hyponephele celtibera
- Hyponephele centralis
- Hyponephele chitralica
- Hyponephele clarephisius
- Hyponephele clenchi
- Hyponephele collina
- Hyponephele comara
- Hyponephele cypriaca
- Hyponephele cyri
- Hyponephele davendra
- Hyponephele degener
- Hyponephele difficilis
- Hyponephele djalali
- Hyponephele eisneri
- Hyponephele ephisius
- Hyponephele erebiformis
- Hyponephele eudora
- Hyponephele evanescens
- Hyponephele excedens
- Hyponephele florentina
- Hyponephele fluminus
- Hyponephele fonti
- Hyponephele gaillardi
- Hyponephele glasunovi
- Hyponephele grossi
- Hyponephele gynoides
- Hyponephele herata
- Hyponephele hilaris
- Hyponephele huebneri
- Hyponephele intermedia
- Hyponephele janirula
- Hyponephele jezail
- Hyponephele kocaki
- Hyponephele kondoi
- Hyponephele lanata
- Hyponephele laspura
- Hyponephele latistigma
- Hyponephele leontyi
- Hyponephele libanotica
- Hyponephele lupinoides
- Hyponephele lupinulus
- Hyponephele lupinus
- Hyponephele lupinuscentralis
- Hyponephele lupinusmagdalena
- Hyponephele lusca
- Hyponephele lycaon
- Hyponephele lycaonoides
- Hyponephele lycosura
- Hyponephele macrophthalma
- Hyponephele magdalena
- Hyponephele magnobscura
- Hyponephele margelanica
- Hyponephele maroccana
- Hyponephele mauritanica
- Hyponephele megalophthalma
- Hyponephele mussitans
- Hyponephele najera
- Hyponephele naricina
- Hyponephele naricoides
- Hyponephele nikokles
- Hyponephele nivellei
- Hyponephele nyctimos
- Hyponephele okeanina
- Hyponephele oronanna
- Hyponephele pallidephisius
- Hyponephele pasimelas
- Hyponephele pavonia
- Hyponephele permagnocellata
- Hyponephele perplexa
- Hyponephele pseudomussitans
- Hyponephele pulchella
- Hyponephele quercii
- Hyponephele rhamnusia
- Hyponephele roxane
- Hyponephele salona
- Hyponephele schlosseri
- Hyponephele shahnawazi
- Hyponephele shivacola
- Hyponephele sifanica
- Hyponephele subalbida
- Hyponephele susurranus
- Hyponephele tenuistigma
- Hyponephele transcaucasica
- Hyponephele triocellata
- Hyponephele turanica
- Hyponephele unipunctata
- Hyponephele wheeleri